# Heymann & Felsenburg, Pelzwaren A. G.

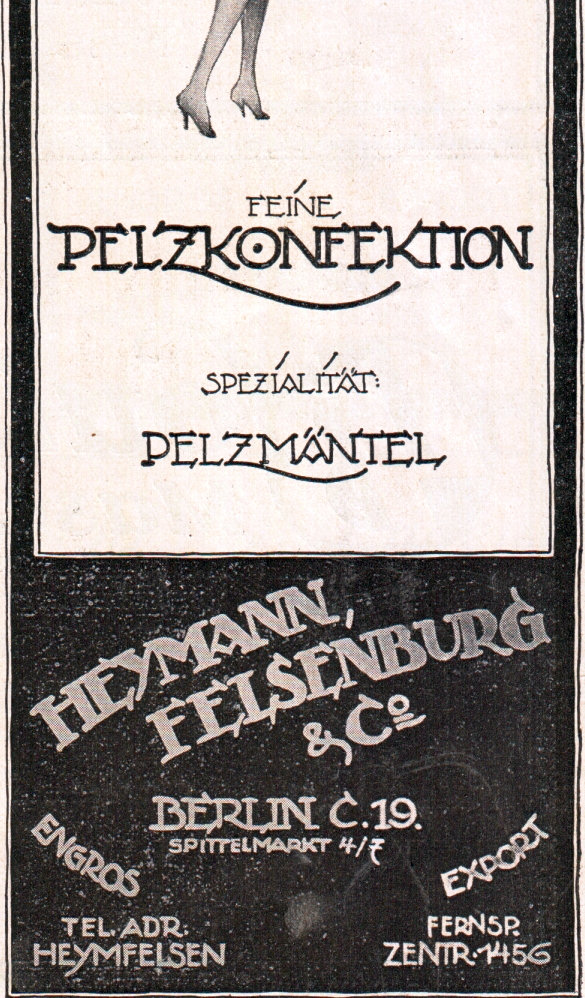
Felsenburg & Co., Spittelmarkt 4/7
(1922, Teil einer Anzeige in einer Fachzeitschrift)

Das Pelzkonfektionsunternehmen Heymann & Felsenburg, Pelzwaren A. G. in Berlin wurde 1913 als Kommanditgesellschaft Heymann & Felsenburg & Co. gegründet. Die letzten Jahre zum Karstadt-Konzerns gehörend, wurde es 1930 aufgelöst.

## Firmengeschichte
Heymann, Felsenburg & Co wurde im Jahr 1921 mit einem Grundkapital von 8 Millionen Mark in eine Aktiengesellschaft umgewandelt, seit Dezember 1922 mit einem Grundkapital von 32 Millionen Mark. Nach der Währungsumstellung im Jahr 1923 betrug das Kapital 480 Tausend Mark. In der Generalversammlung vom 4. Mai 1926 wurde das Kapital auf 160 Tausend Mark herabgesetzt und im Anschluss daran auf 400 Tausend Mark erhöht, eine Dividende wurde nicht bezahlt. In Anbetracht der schlechten Lage hatte 1925 der Kaufhauskonzern Karstadt mit seiner umfangreichen Pelzwarenabteilung die Firma übernommen, um aus eigener Pelzproduktion künftig seine Häuser zu versorgen. Im Jahr 1928 war das Unternehmen trotzdem noch als Handwerksbetrieb im Mitgliederverzeichnis des Reichsbundes der deutschen Kürschner eingetragen, unter der Adresse Spittelmarkt 4–7.
Der jüdische, von den Nationalsozialisten ermordete Rauchwarenkommissionär und Chronist der Pelzbranche, Philipp Manes, musste als Fellhändler immer wieder den Kontakt zu dem große Mengen kaufenden Unternehmen suchen, was offenbar nicht ganz einfach war. Er schrieb: „Es waren eigenartige Männer, die sich unter der Firmierung Heymann und Felsenburg & Co. 1913 zusammenfanden. Adolf Heymann galt in der Branche als tüchtiger Fellkenner und Fachmann, aber man hatte ihn als Leiter der Pelzabteilung von A. Wertheim, danach V. Manheimer als schwierigen Menschen nicht gerade lieben gelernt. Isidor Felsenburg kam aus Wien, hatte aber nichts von der Gemütlichkeit und Umgänglichkeit seiner Heimat an sich. Sehr von oben herab behandelte er uns Vertreter, und tat, als ob alles, was wir anboten, Dreck sei“.
Das Unternehmen stieg direkt sehr groß in die Pelzkonfektion ein. „Die weiten Räume am Spittelmarkt hatten in ihrer Übersichtlichkeit nicht ihresgleichen“. Dank des als Kompagnon beteiligten „reichen Amerikaners“ stand den Geschäftsführern nicht nur ein großes Kapital zur Verfügung, sondern auch wirtschaftliche Kontakte nach Nordamerika. Der rasche Aufstieg wurde durch den Ersten Weltkrieg (1914–1918) unterbrochen. Während der Kriegszeit übernahm die Leiterin der Abteilung, Frl. M. Seibel, vormals bei der Firma P. Biermann[?], die Führung der Konfektion und „bewährte sich außerordentlich“. Als im Jahr 1919 das reguläre Geschäft wieder einsetzte, staunte man am Pelzhandelszentrum Leipziger Brühl über die großen Warenmengen, die das Unternehmen über ihren dortigen Handelsvertreter J. Holzer einkaufte und auch prompt bezahlte. Zu dem Geschäftsgebaren verlor sich Philipp Manes in seiner Firmenbiografie in Andeutungen, er fasste zusammen: „Aber es gab kein Unternehmen, das mit seinen Mitteln so skrupellos schaltete, wie es hier geschah, nachdem es A.G. geworden“.
Eine Vorstellung vom Angebot und der damaligen Pelzmode gibt ein fachmännischer Bericht anlässlich der Neuheitenausstellung während der Leipziger Pelzmesse im April 1922:

„Die Heymann u. Felsenburg Pelzwaren-Aktiengesellschaft, welche ihre Modelle im Hotel »Astoria«, I. Etage zeigt, bringt in diesem Jahre ganz besonders elegante Pelzneuheiten, was sowohl Verarbeitung wie Form anbetrifft; u. a. sei besonders hervorgehoben: ein Zobelfeh-Mantel, capeartig in überaus origineller Form, mit hohem, bogenartigen Volant und neuartigem Shawlkragen, der sowohl am Hals wie am unteren Rand gezogen ist.
Sehr schön in der Form ist auch ein Maulwurfmantel mit gezogenem Kragen, der hochgeschlossen, wie ein Ballon wirkt.
Ein anderer Maulwurfmantel mit Slatefuchs garniert, fällt durch die neue Linie auf, welche sich mit tiefgegürteter langer Taille der heutigen Mode anpaßt.
Ein anderer Maulwurfmantel, durchweg halbfellig verarbeitet, mit Skunks verbrämt, wirkt sehr geschmackvoll.
Sehr vornehm gehaltene Modelle in Nutria, Persianer, Sealbisam usw. sind in größerer Zahl vertreten.
Ganz besonders hervorragende Kürschnerarbeit zeigt eine Naturbisam-Jacke, die nerzartig in Längs- und Querstreifen verarbeitet, sehr apart wirkt.“

Man ging mit dem Modellhaus Semmel & Friedlaender (gegründet 1925; liquidiert 1930) eine Verbindung ein. Dessen Inhaber Jacques Semmel galt als ungewöhnlich befähigter Konfektionär, der „nie nach den Kosten fragte, wenn er seine Modelle schuf“. In den USA mietete man ein großes, teures Ladenlokal in bester Gegend und stattete es „fürstlich aus“. Jacques Semmel und James(!) Heymann gingen selbst mit ihrer „kostbaren Kollektion“ in die neuen Räume. Bereits nach einem Jahr gaben sie diesen kostspieligen Versuch auf, die „U.S.A. kaufte nicht von Deutschland“.
Nachdem 1925 der Karstadt-Konzern die Firma übernommen hatte, setzte dessen Leiter, Kommerzienrat Schöndorf, Direktor Richard Kersten an die Spitze des Pelzkonfektionsbetriebes. Manes urteilte, „ein liebenswürdiger, aber höchst fachunkundiger Mann, der verfahrenen Lage durchaus nicht gewachsen“. Der Leiter der Werkstatt war der Kürschnermeister E. Schildberger. Die Firmengründer waren bereits 1925 aus der Firma ausgeschieden. Jetzt begann eine Zeit des Experimentierens. Eine zuverlässige Kraft im Unternehmen war Walter Hübner, der Anfang der 1940er Jahre der größte Pelzkonfektionär Berlins wurde. Er erhob oft Einspruch gegen die Misswirtschaft beim Karstadtunternehmen Heymann & Felsenburg, war aber damals noch zu jung, um sich durchzusetzen. Für die Organisation und Forcierung  des Verkaufs engagierte man Julius Aronstein. Anstelle des verstorbenen Leiters der Buchführung, Moritz Johnsen, wurde Louis Hackelberg (gest. 1937) eingestellt, der jedoch bald wieder aufgab. 1930 löste Schöndorf das verlustbringende Unternehmen auf.
Isidor Felsenburg starb 1928, Adolf Heymann 1933.

## Zahlen, Fakten
- Die Heymann & Felsenburg Rauchwaren A. G. erzielte im Geschäftsjahr 1921/22 (1. April bis 31. März) einen Warengewinn von 11.275.439 Mark, dem Kosten in Höhe von 4.212.463 Mark mit Rückstellung für Steuern mit 3 Millionen Mark gegenüberstanden, so dass sich ein Reingewinn von 4.062.975 Mark ergab, aus dem 30 % Dividende gleich 2.400.000 Mark verteilt wurden. Aus der Bilanz waren unter anderem zu erwähnen: Waren 42.634.779 Mark, Debitoren 8.356.571 Mark, Kreditoren 33.150.482 Mark und Akzepte 3.385.347 Mark.[7]